# Gracie Elvin
Gracie Elvin (* 31. Oktober 1988 in Canberra) ist eine ehemalige australische Radrennfahrerin, die auf der Straße und mit dem Mountainbike aktiv war.

## Sportliche Laufbahn
Gracie Elvin begann ihre Radsportkarriere vorrangig auf dem Mountainbike und wurde 2009 australische Meisterin im Cross Country. 2012 errang sie bei den Ozeanischen Radsportmeisterschaften zwei Medaillen im Straßenradsport, im Straßenrennen errang sie die Gold- und im Einzelzeitfahren die Silbermedaille. 2013 wurde sie Vierte in der Gesamtwertung der Katar-Rundfahrt und Dritte der australischen Meisterschaft im Kriterium. 2013 und 2014 errang sie die australische Meisterschaft im Straßenrennen.
Ende Mai 2015 konnte Elvin ihr erstes  Elite-Rennen in Europa bei Gooik-Geraardsbergen-Gooik gewinnen und konnte diesen Erfolg 2016 wiederholen. Anfang Januar 2016 entschied sie das Bay Cycling Classic für sich. Im selben Jahr startete sie im Straßenrennen der Olympischen Spiele in Rio de Janeiro und belegte Platz 49. Zum Ende der Saison 2020 beendete Gracie Elvin ihre aktive Radsportlaufbahn.

## Diverses
Zusammen mit den vom aktiven Sport zurückgetretenen Iris Slappendel und Carmen Small gründete Elvin im Jahr 2017 die The Cyclists’ Alliance, einen Berufsverband von Radrennfahrerinnen.

## Erfolge
2009
- Australische Meisterin – Mountainbike (XC)

2012
- Ozeanienmeisterschaft – Straßenrennen
- Ozeanienmeisterschaft – Einzelzeitfahren

2013
- Australische Meisterin – Straßenrennen

2014
- Australische Meisterin – Straßenrennen

2015
- eine Etappe Internationale Thüringen-Rundfahrt der Frauen
- Gooik-Geraardsbergen-Gooik

2016
- Gooik-Geraardsbergen-Gooik
- Bay City Classic

## Teams
- 2009 Discovertasmania.com
- 2013 Orica-AIS
- 2014 Orica-AIS
- 2015 Orica GreenEdge
- 2016 Orica GreenEdge
- 2017 Orica Scott
- 2018 Mitchelton Scott
- 2019 Mitchelton Scott